# Hold The Line (chanson de Brown Eyed Girls)
Singles par Brown Eyed Girls
Naega Yeoreumida Vol.1
(2007)
Hold The Line est le premier single digital des Brown Eyed Girls, en featuring avec Cho PD, sorti sous le label NegaNetwork le 3 mai 2006 en Corée du Sud.

## Liste des titres
| 1. | Hold The Line (feat. Cho PD)                       |  |
| 2. | Free Music                                         |  |
| 3. | Haebyeonui Yeoin (2006 Summer Remix) (해변의 여인) |  |